# Dia Internacional del Petó
El Dia Internacional del Petó és una festa no oficial que se celebra cada any el 13 d'abril. Sorgeix en commemoració al petó més llarg de la història que va durar 58 hores, 35 minuts i 58 segons, l'any 2013, del matrimoni tailandès Ekkachai i Laksana Tiranarat que van participar del concurs per batre el rècord Guiness mundial a la localitat costanera de Pattaya, al sud de Bangkok. Alguns concursos que sorgeixen durant aquest dia i s'ha convertit en una excusa per demanar, regalar i robar petons. La pràctica es va originar al Regne Unit i es va adoptar a tot el món a principis de la dècada del 2000.
El propòsit darrere del Dia Internacional del Petó és recordar els senzills plaers associats al petó en si mateix coma expressió d'intimitat, en lloc del petó com a simple formalitat social o preludi de les relacions sexuals. També ha funcionat com a contrapès a prohibicions que existeixen en algunes ciutats i en alguns països que impedeixen que les persones es facin un petó o fins i tot s'abracin.
Hom el celebra també el 6 de juliol.